# (1295) Deflotte
(1295) Deflotte – planetoida należąca do zewnętrznej części pasa głównego asteroid okrążająca Słońce w ciągu 6 lat i 93 dni w średniej odległości 3,39 au. Została odkryta 25 listopada 1933 roku w Algiers Observatory w Algierze przez Louisa Boyera. Nazwa planetoidy pochodzi od bratanka odkrywcy. Przed jej nadaniem planetoida nosiła oznaczenie tymczasowe (1295) 1933 WD.